# Romed Baumann
Romed Baumann (Sv. Ivan u Tirolu, 14. siječnja 1986.) je austrijski alpski skijaš.

## Pobjede u Svjetskom kupu
1 pobjeda (1 super kombinacija)
| Datum             | Mjesto održavanja | Disciplina        |
| ----------------- | ----------------- | ----------------- |
| 22. veljače 2009. | Sestriere         | Super kombinacija |

## Vanjske poveznice
- Službena stranica  Arhivirana inačica izvorne stranice od 12. travnja 2009. (Wayback Machine)
- stranica obožavatelja  Arhivirana inačica izvorne stranice od 3. kolovoza 2018. (Wayback Machine)